# Angelin Preljocaj
Angelin Preljocaj (pronuncia in francese: pʁəʒokaʒʃ; Sucy-en-Brie, 19 gennaio 1957) è un ballerino, coreografo di danza contemporanea francese di origine albanese.
Il suo lavoro è impregnato di storia del balletto classico, ma è, tuttavia, risolutamente contemporaneo. Le sue coreografie trattano temi forti, attraverso un semplice linguaggio gestuale che è allo stesso tempo energico, dinamico e di gran fisicità. Entrato nel repertorio dell'Opéra national de Paris all'inizio degli anni novanta dello scorso secolo, dirige dal 1985 la Compagnie Preljocaj, rinominata nel 1996 Ballet Preljocaj-Centre chorégraphique national d'Aix-en-Provence. Nel 1998 gli è stata conferita la nomina a Cavaliere della Legion d'onore. Attualmente è considerato come uno dei coreografi più importanti e innovativi della nouvelle danse francese.

## Biografia

### Famiglia e formazione
La famiglia di Angelin Preljocaj è originaria di Vermosh Albania del Nord. I suoi genitori sono arrivati in Francia come rifugiati politici. Sua sorella, Catherine Preljocaj è scrittrice. Nato vicino a Parigi, Preljocaj inizia precocemente i suoi studi di danza, incominciando dalla danza classica per poi orientarsi verso quella contemporanea con Karin Waehner nella Schola Cantorum de Paris. Dopo un periodo di studi con Merce Cunningham a New York, raggiunge, nel 1980, la compagnia Quentin Rouillier a Caen, per poi lavorare al Centre chorégraphique national d'Angers diretto allora da Viola Farber. Nel 1981 è ingaggiato come ballerino nella compagnia di Dominique Bagouet a Montpellier.

### L'inizio della carriera come coreografo
Angelin Preljocaj incomincia la sua carriera come coreografo in associazione con Michel Kelemenis, con la creazione 'Aventures coloniales rappresentata al Festival Montpellier Danse del 1984 e all'inaugurazione del Théâtre contemporain de la danse. Alla fine dello stesso anno, Preljocaj crea Marché noir, premiato al Concours chorégraphique international de Bagnolet, per il quale riceve il premio dal ministero della Cultura. Nel 1985, decide di fondare una compagnia propria, la Compagnie Preljocaj, a Champigny-sur-Marne. Per questa compagnia ha creato: Larmes blanches (1985) e À nos héros (1986) (un pezzo ispirato alle statue di monumenti funebri). Nel 1987 ottiene il premio «hors les murs» della villa Medici e parte per il Giappone dove studia il Teatro Nō. Un anno più tardi, al suo ritorno, crea Hallali Romée e Liqueurs de chair.
Le coreografie di Preljocaj sono costituite da una forte base tecnica neo-classica e moderna associata ad un linguaggio contemporaneo proprio composto da un intenso lirismo e da una forte sensualità. Presenta Les noces, di Igor Stravinsky, alla biennale della danza della Valle della Marna nel 1989 e riprende l'opera per il Festival di Avignone lo stesso anno. Nel 1990, per il ballet de l'Opéra de Lyon, crea una versione di Romeo e Giulietta di Prokofiev.
Lasciando la Val-de-Marne, la compagnia Preljocaj prende, nel 1992, la sua nuova sede al Théâtre national de la danse et de l'image dei Châteauvallon (attualmente Centre national de création et de diffusion culturelles de Châteauvallon) dove diventerà «partenaire artistique». Nello stesso anno riceve il «Grand Prix national de la danse» dal Ministero della Cultura francese. La compagnia è invitata, nel 1993, dall'Opéra di Parigi a ricreare Parade, Le Spectre de la rose e Les noces, in omaggio ai Ballets russes. L'anno seguente crea la sua prima coreografia Le Parc, sempre per l'Opéra.

### Creazione delBallet Preljocaj
Nel 1995 a Preljocaj viene proposto di prendere la direzione del Ballet du Nord. Sarà successivamente sollecitato a creare il Ballet national contemporain de Toulon. Nel 1996 è accolto alla Cité du Livre ad Aix-en-Provence e la sua compagnia prende il nome di Ballet Preljočaj - Centre Chorégraphique National de la Région Provence-Alpes-Côte d'Azur, du Département des Bouches du-Rhône, de la Communauté du Pays d'Aix, de la cité du Aix-en-Provence.
Nel 1997 la compagnia fa il suo debutto al Joyce Theater di New York presentando Annonciation - che le vale il Bessie Award - Le Spectre de la Rose e Noces. Il successo della compagnia spinge Peter Martins, che è subentrato a George Balanchine come direttore artistico del New York City Ballet, a invitare Preljocaj a creare La stravaganza nel quadro del suo Diamond Project. Lo stesso anno, in Francia, Preljocaj riceve il premio Victoire de la musique per il Romeo e Giulietta. Il Festival di Avignone diventa luogo per più creazioni, quali Paysage après la bataille (1997) e Personne n'épouse les méduses (1999). Nel 1998, la Deutsche Oper Berlin domanda a Preljočaj di diventare «conseiller artistique» per la danza. Monta così Le Parc per la compagnia tedesca.

Nello stesso anno gli viene conferito il titolo onorifico di Cavaliere della Legion d'onore.
A partire dal 2000, Preljocaj sviluppa un nuovo approccio alla coreografia, nel quale stabilisce un dialogo tra i corpi dei ballerini e l'immagine attraverso delle nuove tecnologie. In questo stile fa una serie di coreografie importanti come Portraits in corpore (2000), MC 14/22 (Ceci est mon corps) (2001) e Helikopter (2001), opera multimediale che giustappone un danzatore e un videoproiettore sulla musica di Karlheinz Stockhausen. Nel 2001 Preljočaj risveglia un po' di classicismo con una versione della La sagra della primavera di Igor' Fëdorovič Stravinskij, con una coproduzione franco-tedesca dove danzavano la compagnie Preljocaj, la Staatsoper Unter den Linden sotto la direzione musicale di Daniel Barenboïm. Nel 2002 coreografa Kilimandjaro. Questo anno di meditazione porta alla creazione di Near Life Experience, un pezzo etereo, quasi psichedelico sulla musica del gruppo francese di musica elettronica, Air, che riscontrerà un grande successo, con la rappresentazione alla Brooklyn Academy of Music di New York. Nel 2003 una nuova versione coreografica di 'Annonciation destinata unicamente al supporto video, e ballata da Julie Bour (Marie) e Claudia De Smet (l'Archange), permise a Preljocaj, durante la realizzazione, di esplorare un linguaggio coreografico speciale per questi media.
Nel 2003 Preljocaj presenta alla Biennale di Venezia Near life experience. Dopo il successo di quest'ultimo balletto, la compagnia crea, nel 2004, Empty Moves (part I), che costituisce un ritorno alla ricerca del movimento coreografico puro, quasi austero, su un brano musicale di John Cage, e soprattutto N pezzo realizzato in due con Granular Synthesis, evocante le sofferenze e le barbarie umane. Lo stesso anno crea per l'Opéra di Parigi Le Songe de Médée.
Nell'ottobre 2006 la compagnia di Preljocaj si installa al Pavillon Noir, un palazzo di vetro e acciaio battuto che permette di avere spazi grandi in cui poter provare anche con le scenografie.
Nel 2009, mentre la sua compagnia è in tournée per Blanche Neige e pertanto lui ha tempo da dedicare alle sue creazioni, Preljočaj adatta un testo del 1958 di Jean Genet, Le Funambule, trasformandolo in un pezzo teatrale, parlato e danzato, nel quale lui ne è il produttore, il coreografo e l'interprete. Lo spettacolo è andato in scena in occasione del Festival Montpellier Danse. Le Funambule è il «suo primo assolo in più di trent'anni di carriera». L'anno 2010 vede nascere due creazioni per delle compagnie: Siddhârta per il corpo di ballo dell'Opéra national de Paris su musica originale di Bruno Mantovani e scenografie di Claude Lévêque; e Suivront mille ans de calme per il corpo di ballo del Teatro Bol'šoj e il Ballet Preljocaj, su musiche di Laurent Garnier e scenografia di Subodh Gupta.
In occasione del Marseille-Provence 2013, ha creato Les Nuits ispirato a Le mille e una notte, la cui prima mondiale ha avuto luogo ad Aix-en-Provence nel Grand Théâtre de Provence, il 29 aprile 2013, con i costumi di Azzedine Alaïa, e la musica di Natacha Atlas e Samy Bissai.

## Coreografie
- 1984: Aventures coloniales
- 1984: Marché noir
- 1985: Larmes blanches
- 1985: Peurs bleues
- 1986: À nos héros
- 1987: Le petit napperon bouge
- 1987: Hallali Romée
- 1988: Liqueurs de chair
- 1989: Noces
- 1989: Un trait d'union
- 1990: Amer America
- 1990: Roméo et Juliette (vedere un estratto)
- 1992: La Peau du monde
- 1993: Parade
- 1993: Noces (nuova versione) (vedere un estratto)
- 1993: Le Spectre de la rose
- 1994: Le Parc (vedere un estratto)
- 1995: Annonciation (Bessie Award nel 1997)
- 1995: Petit essai sur le temps qui passe
- 1995: L'Anoure
- 1996: L'Oiseau de feu
- 1996: Roméo et Juliette (nuova versione) in collaborazione con Enki Bilal
- 1997: La stravaganza
- 1997: Paysage après la bataille
- 1998: Centaures
- 1998: Casanova

- 1999: Personne n'épouse les méduses
- 2000: Portraits in corpore
- 2000: MC 14/22 (Ceci est mon corps)
- 2001: Le Sacre du printemps (vedere un estratto)
- 2001: Helikopter su una composizione di Karlheinz Stockhausen
- 2002: Near Life Experience sulla musica originale del gruppo musicale AIR  (vedere un estratto)
- 2003: Annonciation  (vedere un estratto)
- 2004: MC 14/22 (Ceci est mon corps) (nuova versione) (vedere un estratto)
- 2004: Le Songe de Médée
- 2004: Empty Moves (part I) su una musica di John Cage
- 2004: N su una musica originale del duo Granular Synthesis (vedere un estratto)
- 2005: Les 4 saisons... en collaboration avec le plasticien Fabrice Hyber  (voir un extrait)
- 2007: Empty Moves (parts I & II)
- 2007: Eldorado (Sonntags Abschied) su una musica composta da Karlheinz Stockhausen (vedere un estratto)
- 2007: Haka (video integrale)
- 2008: Blanche Neige
- 2009: Le Funambule, da un testo di Jean Genet (assolo recitato e danzato)
- 2010: Siddhârta
- 2010: Suivront mille ans de calme
- 2012: Royaume-Uni
- 2012: Ce que j'appelle oubli da un testo di Laurent Mauvignier
- 2013: Les Nuits
- 2014: Empty Moves (part I, II & III) su musica di John Cage

### Coreografie entrate nel repertorio delCorpo di ballo dell'Opéra di Parigi
- 1994: Le Parc, musiche di Wolfgang Amadeus Mozart
- 1996: Annonciation, musiche di Antonio Vivaldi (l'opera è stata creata nel 1995 ma inserita nel repertorio nel 1996)
- 1998: Casanova
- 2003: Un trait d'union, musiche di Johann Sebastian Bach (l'opera è stata creata nel 1989 ma inserita nel repertorio nel 2003)
- 2004: Le Songe de Médée, musiche di Mauro Lanza
- 2004: MC 14/22 (Ceci est mon corps) (l'opera è stata creata nel 2001 ma aggiunta nel repertorio nel 2004)

## Film
- 1988: Les Raboteurs cortometraggio di Cyril Collard
- 1992: Roméo et Juliette (versione rimontata nel 1990) realizzato da Alexandre Tarta.
- 1993: Un trait d'union, Prix vidéo-danse 1992.
- 1997: L'Anoure realizzato da Jean-Michel Plouchard
- 2003: Annonciation, Grand-Prix de la qualité de l'image du festival international du film d'art.
- 2005: Le Parc realizzato da Denis Caïozzi, Prix Benois de la danse (Mosca, 1995) per la coreografia e Grand Prix international de vidéo-danse per la produzione (Nizza, 1999).
- 2007: MC 14/22, ceci est mon corps e Le Songe de Médée.
- 2008: Eldorado realizzato da Olivier Assayas
- 2010: Blanche Neige
- 2011: Siddhârta realizzato da Denis Caïozzi.

## Ricompense e onorificenze
- Bessie Award, per l'Annonciation, 1997
- Prix Benois de la danse
- Victoires de la musique, 1997 per Roméo et Juliette
- Officier des Arts et Lettres
- Cavaliere della Legion d'onore, 1998